# Maison Hurtubise
La maison Hurtubise, construite en 1739, est la plus vieille maison de Westmount, sur l'île de Montréal. Elle est située au 561, chemin de la Côte-Saint-Antoine, au coin de l'avenue Victoria.

## Histoire
Le terrain est acheté en 1699 par Jean Hurtubise, fils de Louis Hurtubise. Situé au milieu de champs, il permet à la famille Hurtubise d'y ériger une fermette.
La propriété est divisée en deux en 1839 et à de nombreuses reprises entre 1847 et 1873. La famille Hurtubise délaisse l'agriculture en 1880 lorsque les terres agricoles de Côte-Sainte-Antoine deviennent des zones résidentielles.
Le dernier occupant de la maison est Léopold Hurtubise, médecin mort en 1955. Les héritiers du médecin vendent la maison à Mable Molson, Colin JG Molson et James R. Beattie, qui interviennent pour sauver la maison de la démolition prévue.
Le 16 décembre 2004, la maison Hurtubise est classé immeuble patrimonial. Le site patrimonial de la Maison-Hurtubise, qui comprend le terrain et le garage, est classé le même jour. Des restaurations sont ensuite entreprises. La première phase a lieu en 2005 et s'attaquait au premier étage, au toit et à la cheminée. La deuxième phase est réalisée en 2012, au cours de laquelle le deuxième étage, la galerie avant et le mur de pierre du côté ouest sont restaurés.

## Description
La maison a été appelée « La haute folie » en raison de son éloignement du fleuve Saint-Laurent, loin de la sécurité offerte par la ville fortifiée.
C'est une maison de plan rectangulaire à un étage et demi coiffée d'un toit à deux versants droits, construite dans un style rural français. La maison est plus grande que la moyenne à cette époque. Les murs de pierre sont de 60,96 cm d'épaisseur. Des supports et des charnières en forme de S permettent de maintenir les volets ouverts. Une pierre plate serti d'évier de cuisine. Le papier peint date de 1885. Le premier étage est soutenu par trois arbres, dont l'un a encore de l'écorce. Le grenier est construit avec des poteaux et des poutres en bois. Des trous de ventilation sont aménagés dans les murs du sous-sol pour le stockage des légumes pendant l'hiver.
Dans les années 1870, une annexe en brique a été ajoutée.
Rare témoin de l'architecture rurale de la Nouvelle-France, la maison Hurtubise compte parmi les dix plus anciennes maisons rurales de l'île de Montréal.

## Galerie

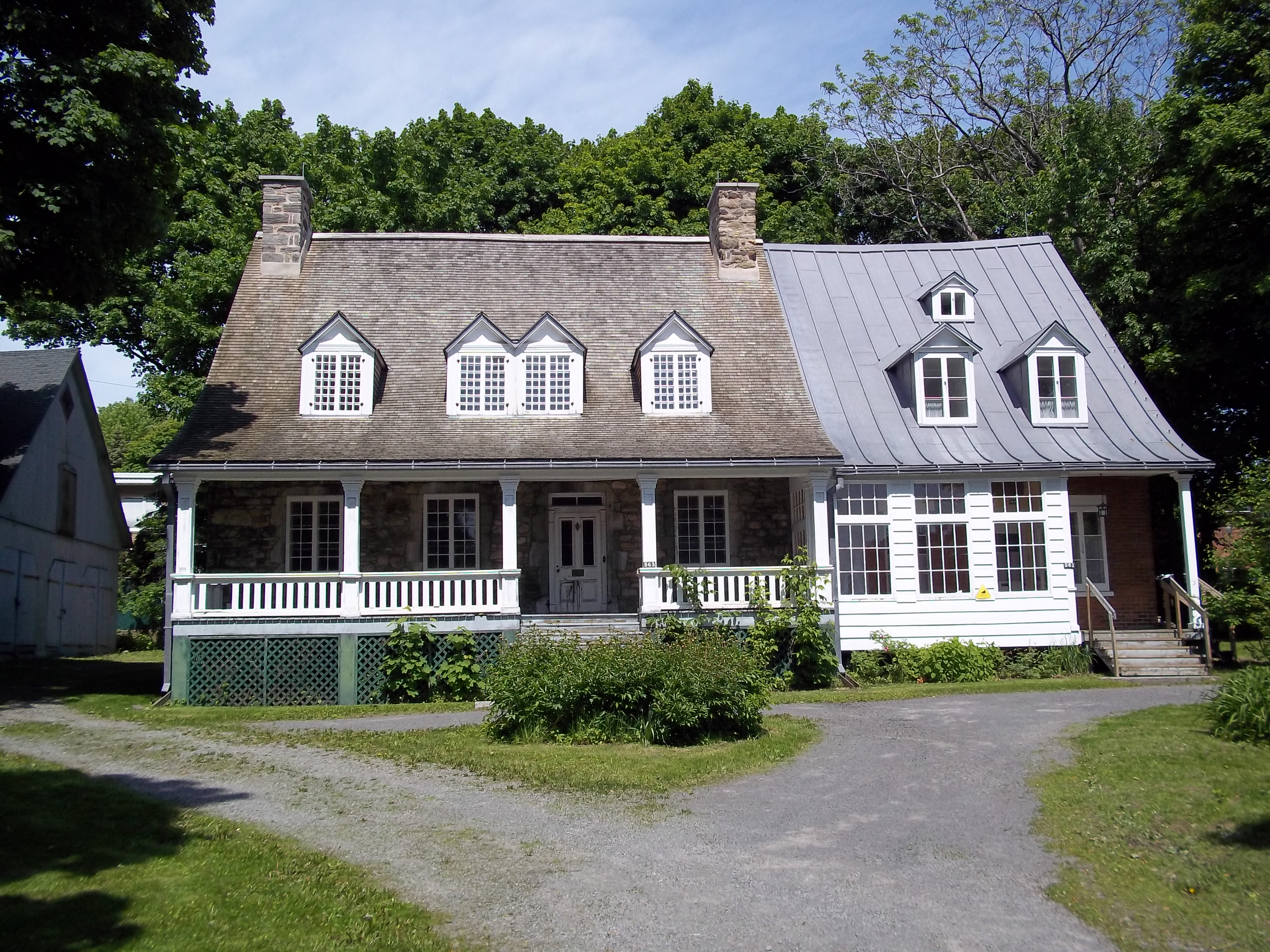
Façade de la maison.
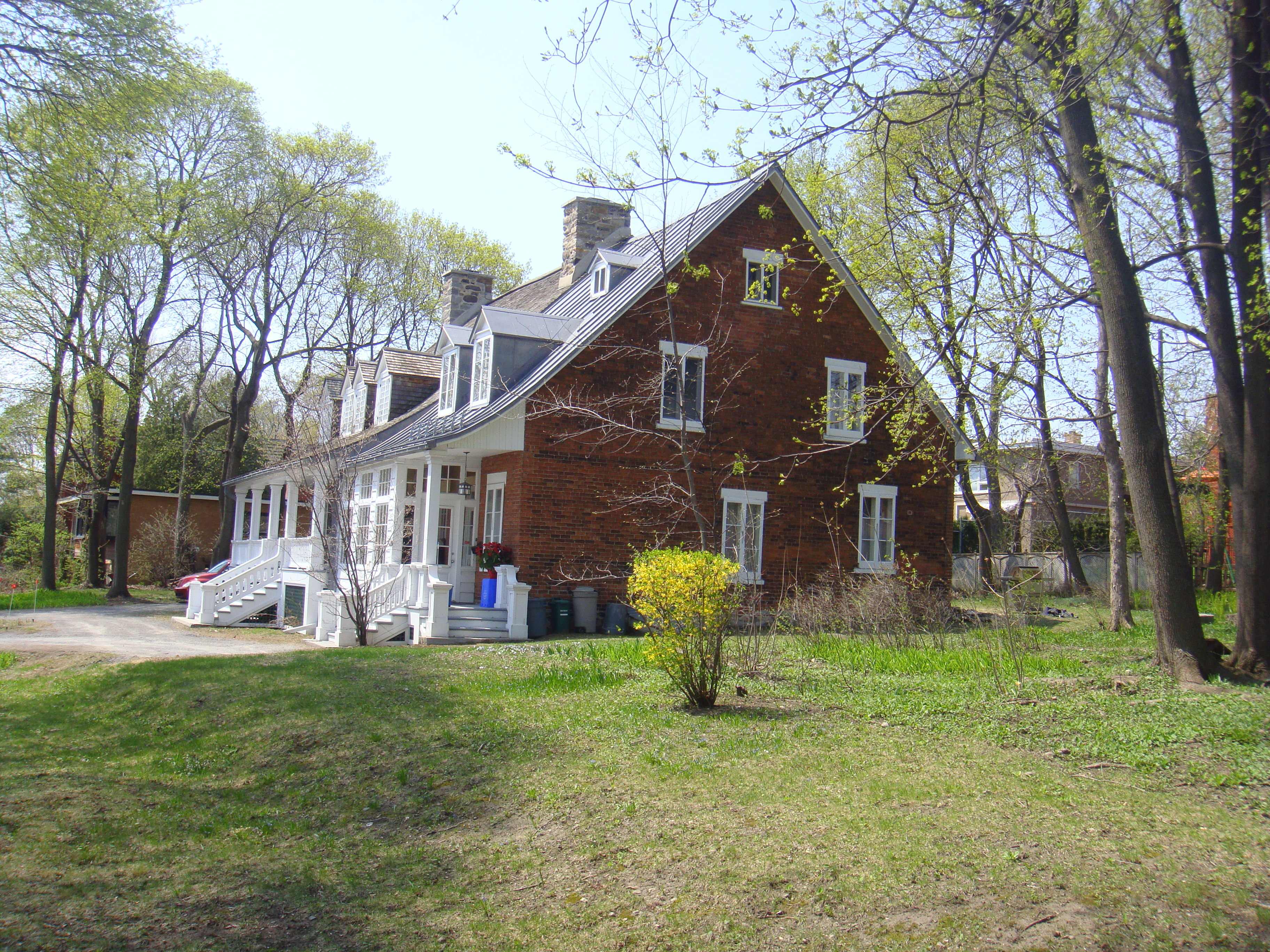
Vue orientale sur la maison.
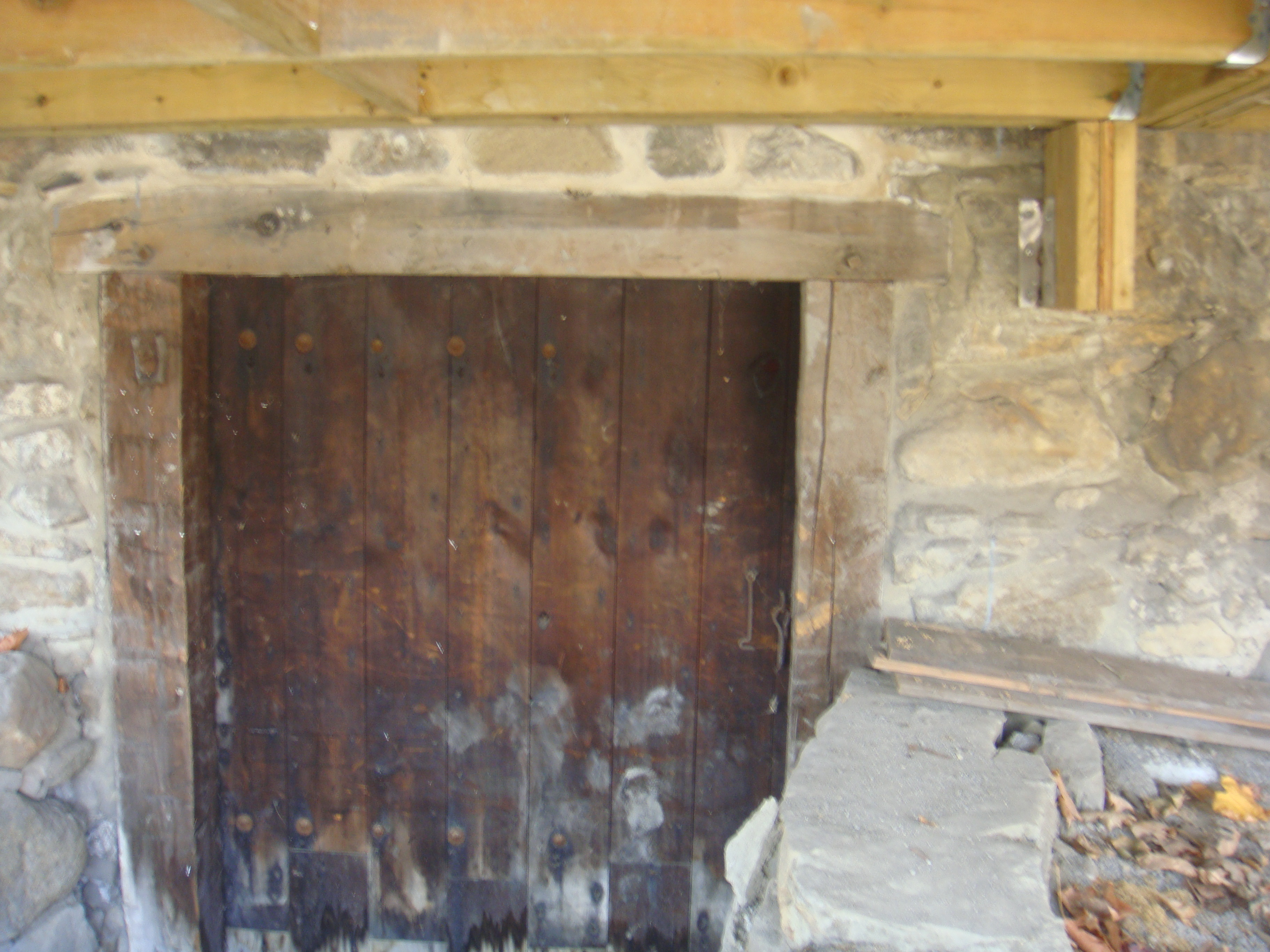
Porte du cellier.
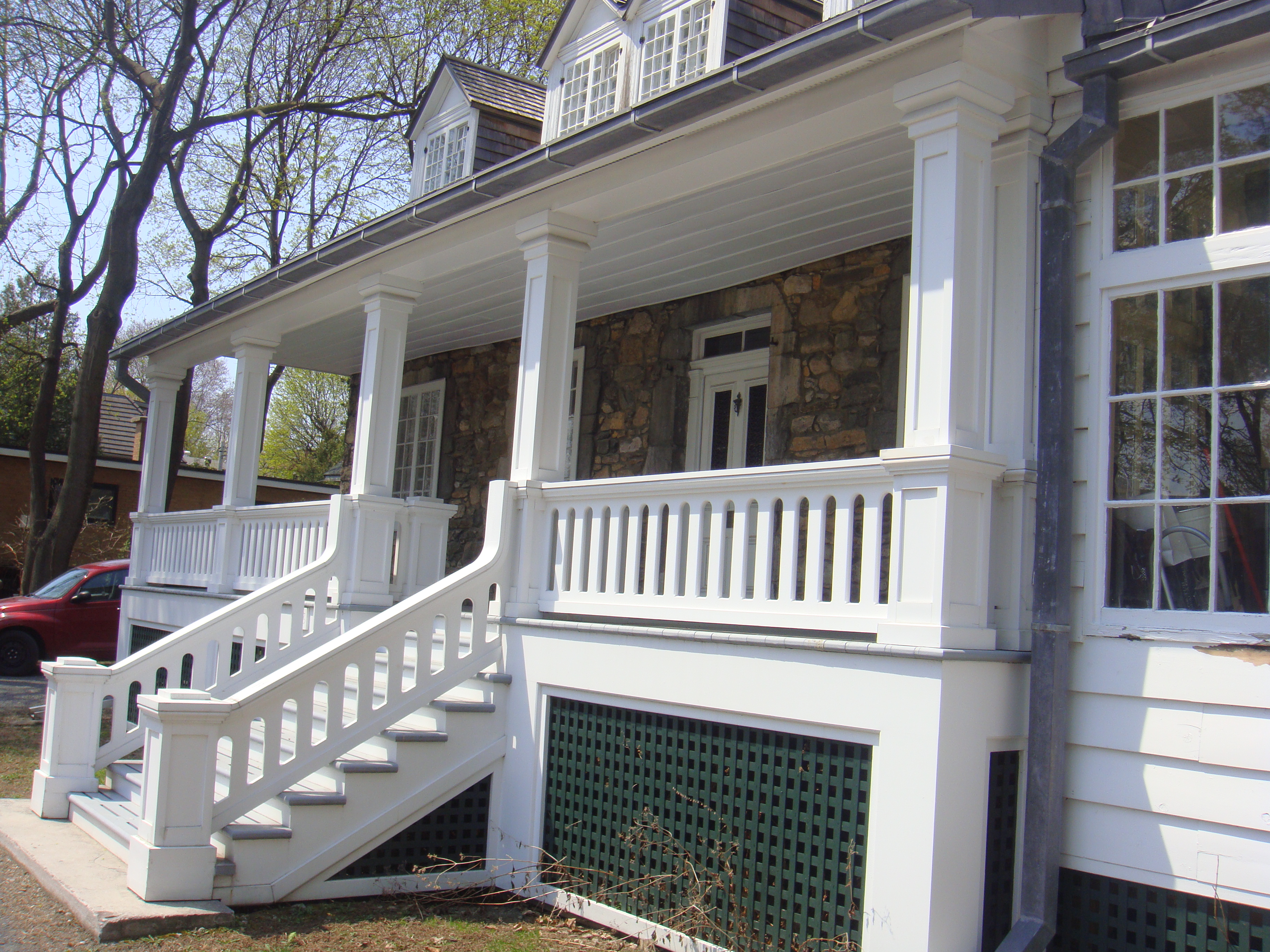
Entrée extérieure de la maison.